# Thraulodes mexicanus
Thraulodes mexicanus is een haft uit de familie Leptophlebiidae. De wetenschappelijke naam van de soort is voor het eerst geldig gepubliceerd in 1884 door Eaton als Thaulus mexicanus.
De soort komt voor in het Neotropisch gebied.